# 1338 км (зупинний пункт)
1338 кіломе́тр — пасажирський залізничний зупинний пункт Тернопільської дирекції Львівської залізниці на лінії Тернопіль — Підволочиськ між станціями Тернопіль (3 км) та Бірки-Великі (11 км).
Розташований за південно-західною околицею міста Тернопіль, біля села Великі Гаї Тернопільського району Тернопільської області.
Станом на травень 2019 року електропотяги не роблять зупинки на зупинному пункті 1338 км.